# Rue Édouard Branly
Pour les articles homonymes, voir Édouard Branly et Branly.
La rue Édouard Branly (en néerlandais : Edouard Branlystraat) est une voie bruxelloise de la commune de Forest. Elle tient son nom du physicien et médecin français Édouard Branly.
Elle fut percée à l’initiative de la commune de Forest sur le terrain du négociant François Seghers, en vertu de l’arrêté royal du 17 octobre 1936.